# .333 Jeffery
El .333 Jeffery y el.333 Jeffery Flanged  son dos cartuchos similares desarrolaldos por W.J. Jeffery & Co e introducido en 1908.

## Diseño
El .333 Jeffery y el .333 Jeffery Flanged son cartuchos de rifle de fuego central, originalmente introducidos al mercado con dos cargas; una bala de 250 granos (16 g) y una bala de 300 granos (19 g).

### .333 Jeffery
El .333 Jeffery, también conocido como el .333 Jeffery Rimless Nitro Express o .333 Rimless Nitro Express, diseñado para ser usado en rifles de cerrojo, a partir del casquillo del.404 Jeffery para ser usado en mecanismos Mauser 98 de longitud estándar o magnum. Despide la bala de 250 granos a 2,500 pies por segundo (760 m/s) y la bala de 300 granos en 2,200 pies por segundo (670 m/s).

### .333 Jeffery Flanged
El .333 Jeffery Flanged o .333 Flanged Nitro Express es la versión del .333 Jeffery, para uso en solo-rifles mono tiro y de dos cañones. Está cargado para generar velocidades más bajas que el .333 Jeffery, despidiendo la bala de 250 granos a 2,400 pies por segundo (730 m/s) y la bala de 300 granos a 2,150 pies por segundo (660 m/s).

## Uso
El .333 Jeffery no fue pretendido para abatir presas peligrosas; aun así, debido a la penetración excelente de la ronda de 300 granos,  ha sido utilizado exitosamente en toda presa africana incluyendo elefantes.  En su libro "Rifles africanos y Cartuchos", John "Pondoro" Taylor escribió del .333 Jeffery, "Una y otra vez he conducido a lo largo del cuerpo de un animal, para cortar el proyectil transformado en un hongo perfecto en las ancas de la presa.  Todavía no he visto uno que se rompa."
El cartucho era muy similar en rendimiento al .318 Westley Richards.  El .280 Jeffery fue creado por W.J. Jeffery & Co ajustando el cuello del el .333 Jeffery a .288 pulgadas (7.3 ).